# Senad Tiganj
Senad Tiganj (Jesenice, 28 agosto 1975) è un ex calciatore sloveno, di ruolo attaccante.